# 連江県議会
連江県議会（れんこうけんぎかい、繁: 連江縣議會）は、中華民国福建省連江県の最高立法機関である。金馬地区（金門県・連江県）における戦地政務と戒厳状態の終了に伴って1994年（民国83年）3月に設置された。現在の議員は2022年（民国111年）11月26日の選挙で選出された第8期である。

## 沿革
金馬地区での戦地政務（軍が行政を主導する体制）が実施されていた1957年（民国46年）、各郷から人口比に応じて選出された8人の代表で構成される連江県政諮詢代表会が諮問機関として設置された。1961年（民国50年）には定数が21に増員され、その後17に減少した。1985年（民国74年）からは各郷の代表会主席や職業団体・婦女会の理事長を代表に選出するようになり、定数は19となった。当初は連江県長が代表を任命する形をとっていたが、1990年（民国79年）からは民選制に変更されて各郷から合計12人の代表が選出された。
1992年（民国81年）11月7日、中央政府は金馬地区における戒厳令の解除および戦地政務の終了を宣言し、連江県政府は福建省政府の管轄下に復帰した。第1期県議会議員選挙が実施されるまでの暫定的な立法機関として、連江県政諮詢代表会を改組して連江県臨時県議会が設置された。1993年（民国82年）11月17日、内政部が「福建省金門県連江県議会組織規程」を承認し、翌1994年（民国83年）1月29日に第1期県議会議員選挙が実施された。3月1日に議員の就任式が行われ、連江県議会が正式に発足した。

## 選挙区および現職議員の一覧

連江県の地図

連江県議会議員は20歳以上の連江県民による直接選挙で選出され、任期は4年（多選制限なし）である。
| 選挙区    | 範囲   | 定数 | 所属政党   | 氏名   | 備考        |
| --------- | ------ | ---- | ---------- | ------ | ----------- |
| 第1選挙区 | 南竿郷 | 5    | 中国国民党 | 陳書建 | 再任        |
| 第1選挙区 | 南竿郷 | 5    | 無所属     | 曹爾章 | 再任        |
| 第1選挙区 | 南竿郷 | 5    | 中国国民党 | 曹丞君 | 新任        |
| 第1選挙区 | 南竿郷 | 5    | 中国国民党 | 林明揚 | 再任 副議長 |
| 第1選挙区 | 南竿郷 | 5    | 無所属     | 曹以標 | 再任        |
| 第2選挙区 | 北竿郷 | 2    | 中国国民党 | 陳玉発 | 再任        |
| 第2選挙区 | 北竿郷 | 2    | 中国国民党 | 周瑞国 | 再任        |
| 第3選挙区 | 莒光郷 | 1    | 中国国民党 | 陳貽斌 | 再任        |
| 第4選挙区 | 東引郷 | 1    | 中国国民党 | 張永江 | 再任 議長   |

## 歴代正副議長
| 期 | 在任期間       | 在任期間       | 議長   | 議長       | 副議長 | 副議長     |
| 期 | 就任           | 退任           | 氏名   | 所属政党   | 氏名   | 所属政党   |
| -- | -------------- | -------------- | ------ | ---------- | ------ | ---------- |
| 1  | 1994年3月1日   | 1998年3月1日   | 陳振清 | 中国国民党 | 陳宝官 | 中国国民党 |
| 2  | 1998年3月1日   | 2002年3月1日   | 陳振清 | 中国国民党 | 林貽祥 | 中国国民党 |
| 3  | 2002年3月1日   | 2006年3月1日   | 陳振清 | 中国国民党 | 謝承春 | 無所属     |
| 4  | 2006年3月1日   | 2010年3月1日   | 陳振清 | 中国国民党 | 陳貴忠 | 中国国民党 |
| 5  | 2010年3月1日   | 2014年12月25日 | 陳貴忠 | 中国国民党 | 曹以標 | 無所属     |
| 6  | 2014年12月25日 | 2018年12月25日 | 張永江 | 無所属     | 陳書建 | 中国国民党 |
| 7  | 2018年12月25日 | 2022年12月25日 | 張永江 | 中国国民党 | 周瑞国 | 中国国民党 |
| 8  | 2022年12月25日 | 現職           | 張永江 | 中国国民党 | 林明揚 | 中国国民党 |